# Unser Mann vom Südpol
Unser Mann vom Südpol ist ein deutscher TV-Film aus dem Jahr 1984.

## Inhalt
Alex und Fred sind Freunde. Sie leben in einer Kleinstadt. Sie sind das Herumkrebsen leid und wollen endlich das Geld aufheben, das bekanntlich auf der Straße liegt, das heißt, die wollen Unternehmer werden. Die ideellen Voraussetzungen bringen sie reichlich mit: Dynamik, Risikobereitschaft und Fantasie. Auch die Marktlücke, in die sie stoßen wollen, haben sie längst entdeckt: Taxis. Es gibt am Ort nämlich nur den schlaffen Laden vom alten Brauss, für den er unverschämterweise 40 000 Mark haben will. An materiellen Voraussetzungen hingegen fehlt es den beiden im Augenblick. Deshalb verzögert sich die Sache noch etwas.
Nach einer der zahllosen geschäftlichen Besprechungen im „Goldener Engel“ setzt sich Fred an das Steuer von Alex’ Wagen. Es ist ein mühsam erstandener und liebevoll gepflegter alter Ford. Prompt fährt er ihn zu Schaden und läuft dann weg. Die Polizei findet nur den betrunkenen Alex vor. Die Folge: Führerscheinentzug für zwei Jahre. Das trifft den Autonarr und künftigen Taxi-Jungunternehmer Alex hart. Er beschließt, der Stadt den Rücken zu kehren. Nach genau zwei Jahren wird er wiederkommen mit 40 000 Mark in der Tasche und das Taxiunternehmen kaufen, er ganz allein, ohne Partner. Damit wird er auch Traudl, die Bedienung vom „Goldener Engel“, die bislang noch nicht so recht an die geschäftlichen Fähigkeiten von Alex glaubte, endgültig überzeugen.
Zwei Jahre später: Alex kehrt zurück. Das heißt, es ist eher ein Einzug in die Stadt, in großem Stil, wie es sich für einen Unternehmer gehört. Er sei gereift, sagt er, wisse jetzt, worauf es ankomme: Understatement und Misstrauen, vor allem den Banken gegenüber. Und er zieht tatsächlich 40 000 Mark aus der Tasche. Am Südpol sei er gewesen, habe hart gearbeitet und so manches erlebt.
Alex’ Südpolabenteuer machen schnell die Runde in der Stadt. Die Lokalzeitung interessiert sich für ihn, der alte Brauss auch und noch jemand: Fred. Aber Alex bleibt unerbittlich. Doch als er in Schwierigkeiten kommt, weil Brauss für sein Taxiunternehmen jetzt 50 000 Mark haben will, bietet ihm der ewige Fantast und Geschäftemacher Fred seinen freundschaftlichen Rat und damit tausend Möglichkeiten an, zu Geld zu kommen, und zwar ohne Banken. Alex wird weich, die alten Zeiten sind wiederhergestellt. Sehr zum Verdruss von Traudl, die mit Alex andere Pläne hatte. Freds Pläne werden immer fantastischer, die Aktionen immer gigantischer, mit denen er die fehlenden 10 000 Mark beschaffen will.
Am Ende konzentrieren sich Alex und Fred immer mehr auf das Ideelle, auf die Dynamik, die Risikobereitschaft und die Fantasie. Das Materielle erweist sich eher als Domäne von Traudl.

## Hintergrund
Unser Mann vom Südpol wurde von Bavaria Atelier im Auftrag des ZDF produziert und am 24. Januar 1984 im ZDF erstausgestrahlt.